# جون ويلكي (لاعب كرة قدم)
جون ويلكي (بالإنجليزية: John Wilkie)‏ هو لاعب كرة قدم بريطاني، ولد في 1 يوليو 1947 في دندي في المملكة المتحدة. لعب مع ريث روفرز ونادي بريتشين سيتي ونادي روس كاونتي ونادي غرينوك مورتون ونادي هاليفاكس تاون وويغان أتلتيك.